# Xylophanes belti
Xylophanes belti là một loài bướm đêm thuộc họ Sphingidae. Nó được tìm thấy ở México, Nicaragua, Costa Rica, Belize, Honduras và Guatemala.
Sải cánh dài 90–95 mm. 

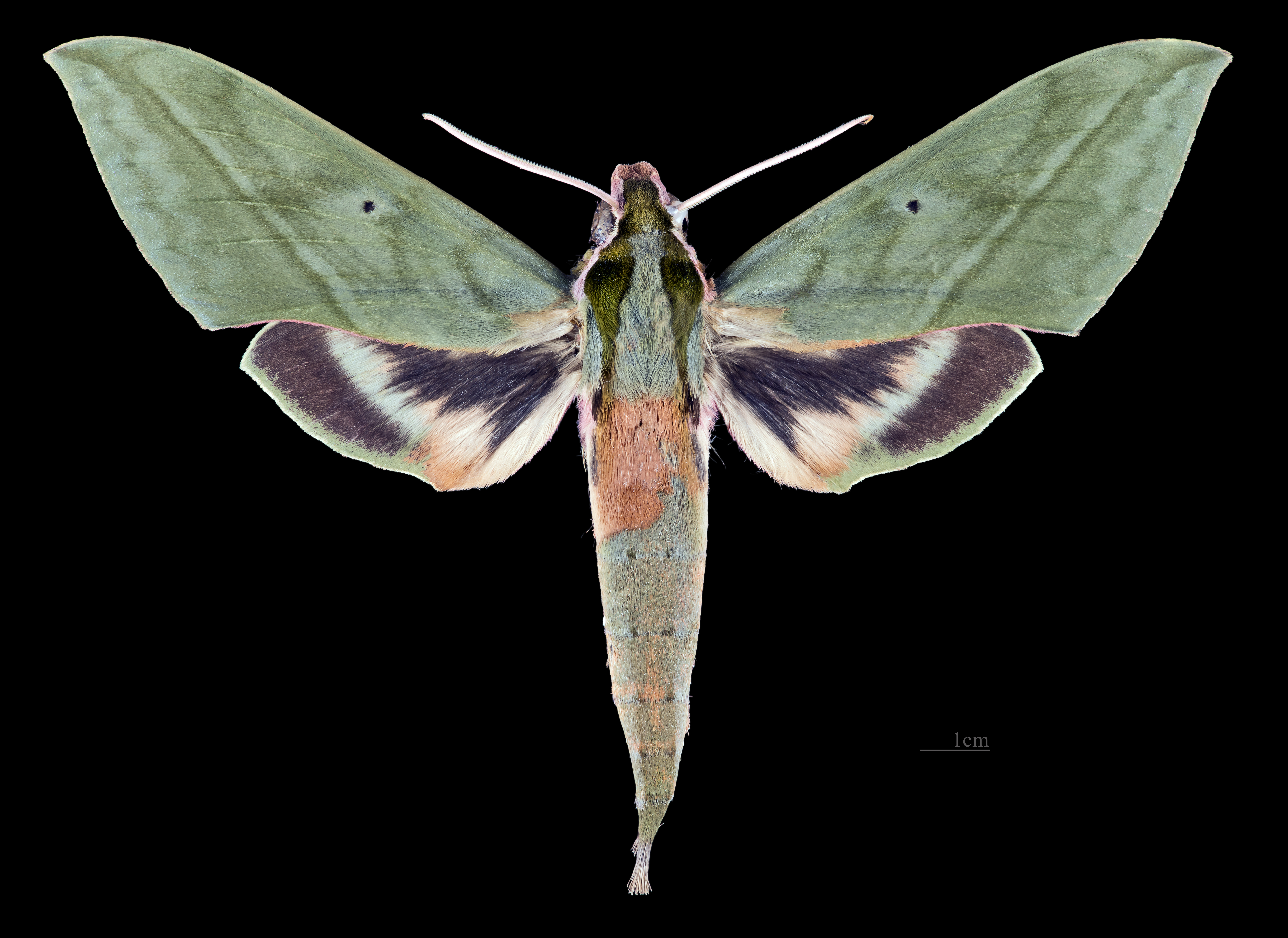
Xylophanes belti ♂
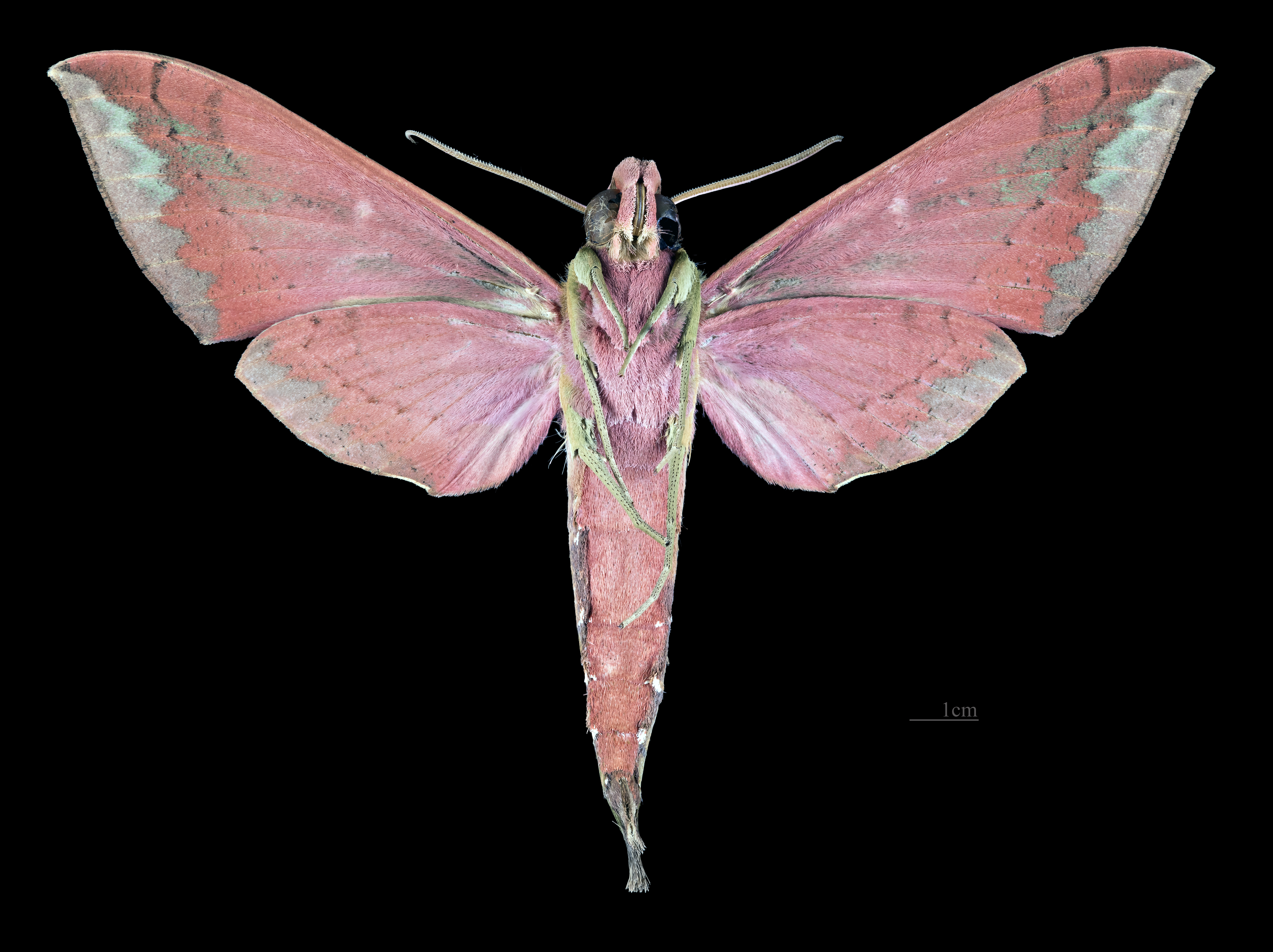
Xylophanes belti ♂  △

Con trưởng thành bay quanh năm in Costa Rica.
Ấu trùng có lẽ ăn các loài Psychotria panamensis, Psychotria nervosa và Pavonia guanacastensis.